# 李绘 (北朝)
李绘，字敬文，北齐赵郡柏人县人，李灵的曾孙，李综的孙子，李遵的儿子，李浑的弟弟。
李绘好学善辩，为萧宝夤主簿记室，被征召至洛阳，为司徒从事中郎，参预辑撰五礼，主掌军礼。东魏孝静帝时，高澄用为丞相司马。武定初年，兼常侍，出使南朝梁，应对敏捷，不求市货，梁朝人对他嘉许。回国后，平南将军、高阳内史，有声誉，受高欢赞赏。齐文宣帝天保初年，为司徒右长史。为官清正自守，不趋附权势。所以不得升迁。去世后，赠南青州刺史，谥景。